# مقاطعة ماديسون (جورجيا)
مقاطعة ماديسون (بالإنجليزية: Madison County)‏ هي إحدى المقاطعات في ولاية جورجيا في الولايات المتحدة الأمريكية.

## أعلام
- لويد مارشال
- ويلي جونز